# Stagione di college football 1892
La Stagione di college football 1892 fu la ventiquattresima stagione di college football negli Stati Uniti. 
Lo sport del football ormai aveva visibilità su tutto il suolo nazionale, furono disputate circa duecento gare nel periodo tra fine settembre e fine novembre, e ben 43 istituti di istruzione superiore portarono in campo per la prima volta le loro rappresentative, specialmente nelle zone del midwest e del sud degli Stati Uniti.

## Eventi principali
Importanti team che faranno la storia di questo sport esordirono nella stagione 1892: Virginia Tech
Utah State, Utah, South Carolina, San José State, North Carolina State, New Mexico, Iowa State, Georgia Tech, Alabama. 
Durante la stagione, va segnalata la prima gara di football americano giocata in notturna: Mansfield State Normal ospitò i ragazzi del Wyoming Seminary allo Smythe Park dove si svolgeva contemporaneamente la Great Mansfield Fair. La gara venne sospesa al termine del primo tempo perché la scarsa visibilità non permetteva di continuare a giocare in maniera sufficientemente sicura.
Si registrò inoltre uno dei primi casi di discrepanza tra i punteggi registrati nei record ufficiali delle squadre: Oberlin, come dichiarato nel pregara, abbandonò il terreno di gioco di Michigan con un minuto sul cronometro per esigenze logistiche (stava partendo il treno), registrando così nei propri annali la vittoria per 24-20, Michigan rimase in campo e giocò l'ultimo drive senza avversari, segnando e registrando nei propri annali una vittoria per 26-24.
Secondo l'Official NCAA Division I Football Records Book, Yale chiuse imbattuta 13-0 e vinse il suo ultimo titolo IFA e quello di campione nazionale di quella stagione.
La Northern Intercollegiate Football Association vide la vittoria finale dell'Amherst, mentre la Indiana Intercollegiate Athletic Association fu appannaggio di Purdue. Tra alcune delle più importanti scuole del midwest sorse la Western Interstate University Football Association che nel 1892 vide la vittoria di Kansas.

## Conference e vincitori
| Conference                                         | Scuola                   | Conf. V-S-P  | Totale V-S-P |
| -------------------------------------------------- | ------------------------ | ------------ | ------------ |
| Intercollegiate Football Association               | Yale                     | 3 - 0        | 13 - 0       |
| Northeast Intercollegiate League                   | Amherst                  | 2 - 0        | 9 - 5        |
| Indiana Intercollegiate Athletic Association       | Purdue                   | 4 - 0        | 8 - 0        |
| Western Interstate University Football Association | Kansas                   | 3 - 0        | 7 - 1        |
| Colorado Football Association                      | Colorado School of Mines | (incompleto) | 3 - 1        |

## College esordienti
- Virginia Tech Hokies football
- Utah State Aggies football
- Utah Utes football
- South Carolina Gamecocks football
- San Jose State Spartans football
- North Carolina State Wolfpack football
- New Mexico Lobos football
- Iowa State Cyclones football
- Georgia Tech Yellow Jackets football
- Alabama Crimson Tide football